# Grijze dwergbladroller
De grijze dwergbladroller (Pammene obscurana) is een vlinder uit de familie bladrollers (Tortricidae). De wetenschappelijke naam is voor het eerst geldig gepubliceerd in 1834 door Stephens.
De soort komt voor in Europa.